# Woman (serie de televisión)
Woman (ウーマン Ūman?) es una serie de televisión japonesa transmitida del 3 de julio al 11 de septiembre de 2013 por Nippon Television.

## Sinopsis
Koharu es una madre soltera que perdió a su esposo en un accidente y tiene dos hijos. Aunque trabaja desesperadamente con su amor por los niños, su vida está en una situación desesperada. Luego, después de solicitar asistencia social, se reunió con su madre, Sachi, quien una vez la abandonó. Además, a pesar del descubrimiento de una enfermedad intratable, la verdad de la muerte de su esposo y otros eventos dolorosos, Koharu promete superar las dificultades y vivir junto con su familia, y enfrentar la relación con su madre.

## Reparto
| - Hikari Mitsushima como Koharu Aoyagi - Rio Suzuki como Nozomi Aoyagi - Rai Takahashi como Riku Aoyagi - Shun Oguri como Shin Aoyagi - Yūko Tanaka como Sachi Uesugi - Kaoru Kobayashi como Kentaro Uesugi - Fumi Nikaidō como Shiori Uesugi - Rumi Hiiragi como Maki Uesugi - Issey Takahashi como Yugo Sawamura - Hajime Okayama como Doctor Nakano | - Asami Usuda como Yuki Kamata - Tatsuya Kose como Naoto Kamata - Aito Takada como Masato Kamata - Mitsuki Tanimura como Aiko Sunagawa - Takahiro Miura como Riyōsuke Sunagawa - Takumi Anhara como Shunsuke Sunagawa |

## Audiencia
En azul la audiencia más baja y en rojo la más alta.
| Ep.#     | Fecha de estreno         | Share           | Share          |
| Ep.#     | Fecha de estreno         | Video Research  | Video Research |
| Ep.#     | Fecha de estreno         | Región de Kantō |                |
| -------- | ------------------------ | --------------- | -------------- |
| 1        | 3 de julio de 2013       | 13.9%           |                |
| 2        | 10 de julio de 2013      | 11.3%           |                |
| 3        | 17 de julio de 2013      | 11.4%           |                |
| 4        | 24 de julio de 2013      | 13.9%           |                |
| 5        | 31 de julio de 2013      | 12.6%           |                |
| 6        | 7 de agosto de 2013      | 14.7%           |                |
| 7        | 14 de agosto de 2013     | 13.0%           |                |
| 8        | 21 de agosto de 2013     | 13.0%           |                |
| 9        | 28 de agosto de 2013     | 14.9%           |                |
| 10       | 4 de septiembre de 2013  | 14.0%           |                |
| 11       | 11 de septiembre de 2013 | 16.4%           |                |
| Promedio | Promedio                 | 13,6%           |                |